# Абразія

Механізм абразійного процесу і утворення кліфа.

Абра́зія (лат. abrasio — «зіскоблювання»; англ. abrasion, нім. Abrasion f, Abschleifung f, Abtragung f, Abtrieb f) — процес руйнування берегів і знесення гірських порід у береговій зоні водойм хвилями і прибоєм. Суттєва абразія характерна для великих водойм — океанів, морів, озер чи великих водосховищ. Швидкість абразії залежить від геологічної будови берегів та сили прибою; крім того, вона зростає, якщо піднімається рівень моря або опускається узбережжя шириною кілька метрів.

## Загальний опис
В результаті абразії створюються специфічні форми рельєфу; абразійні уступи (кліфи), хвилеприбійні ніші, підводні абразійні тераси або платформи (бенчі) та інші. Довжина абразійних ділянок на берегах водоймищ земної кулі близько 400 тисяч кілометрів (51 % загальної довжини). У середньому з кліфів у водоймища надходить 3,45 млрд м3 уламкового матеріалу на рік, з бенчів — 7,4 млрд м3. Пісок, галька, ґравій та інші, які виникають при абразії, утворюють різноманітні берегові і підводні форми рельєфу (коси, пересипи тощо), з якими пов'язані прибережно-морські розсипи та родовища будівельних матеріалів. При розробці прибережних покладів ґравію і піску необхідно погоджувати масштаби їх видобутку з швидкістю надходження уламкового матеріалу.
В Україні абразійний процес найпоширеніший на Чорноморському узбережжі. У береговій зоні Криму щорічно зникає 22 га, між дельтою Дунаю та Кримом — 24 га, у північній частині Азовського моря — 19 га. Абразії підпадає до 60 % берегів Азовського та до 30 % — Чорного морів. Швидкість абразії становить в середньому 1,3-4,2 метри на рік.

## Абразійне руйнування морських берегів

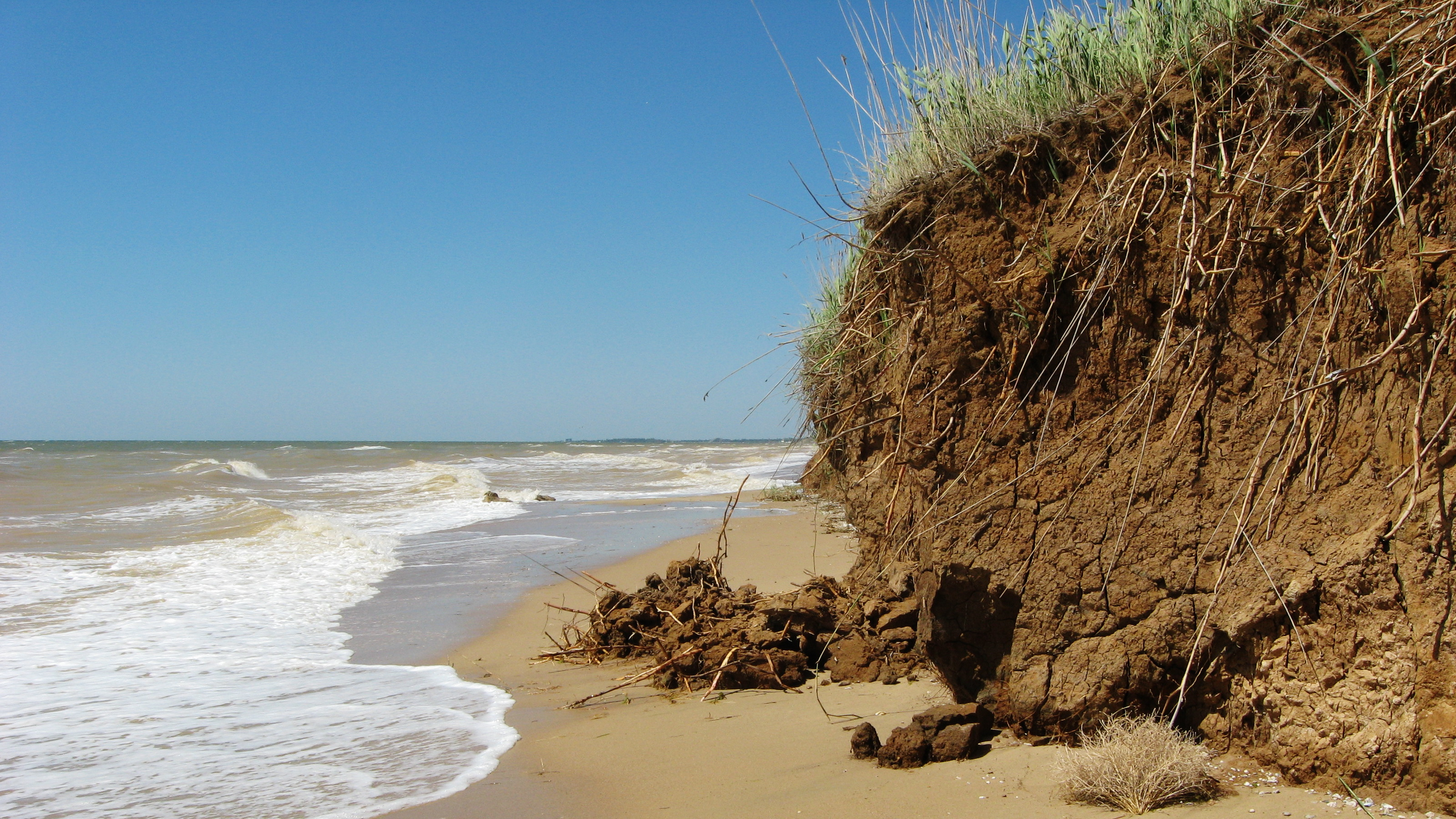
Узбережжя Азовського моря. Берегова абразія

Процес руйнування залежить від рельєфу поверхні, в якій формується береговий профіль. 
При цьому головну роль відіграє ухил поверхні, бо саме він визначає характер витрат енергії хвиль. Якщо підводний схил має значну крутизну, то хвилі, проходячи над ним, порівняно мало витрачають свою енергію і досить інтенсивно впливають на породи надводної частини схилу. У цьому випадку руйнівна діяльність хвиль досягає свого максимуму і формується так званий абразійний береговий профіль.
Якщо підводний схил є похилим, то енергії, що дійшла до берега, часто виявляється недостатньо для його руйнування. Її вистачає лише на переміщення наносів до берега і відкладення їх на пляжі та підводній частині схилу. У цьому випадку формується так званий акумулятивний береговий профіль.
Основний фактор формування абразійного берегового профілю – хвилі. Сила удару хвилі під час шторму в океані досягає значної величини – до 
30 т/м2, а іноді до 60 т/м2 (наприклад, тиск хвиль Чорного моря біля м. Туапсе досягає 57 кПа, а хвиль Атлантичного океану поблизу північних берегів Англії – 380 кПа). Енергія морської хвилі висотою 6 м становить близько 360 тис. кг на кожний погонний метр хвилі. Якщо врахувати, що морські хвилі несуть із собою пісок, гравій, а інколи і велику гальку, то зрозуміло, що перед руйнівною силою морських хвиль не можуть встояти протягом тривалого часу найміцніші гірські породи.
Інтенсивність абразії визначається комплексом факторів: висотою і напрямком хвиль, розміром припливів і відпливів, швидкістю прибережних течій, конфігурацією і рельєфом берегової зони та геологічною будовою берегових укосів. Висота хвиль, у свою чергу, залежить від розмірів басейну, напрямку і сили панівних вітрів, глибини прибережних зон. У відкритому океані висота хвиль зазвичай становить 1,5–4,5 м, але під час штормів може досягати 12–15 м, а у морських басейнах висота хвиль рідко перевищує 5–6 м. 

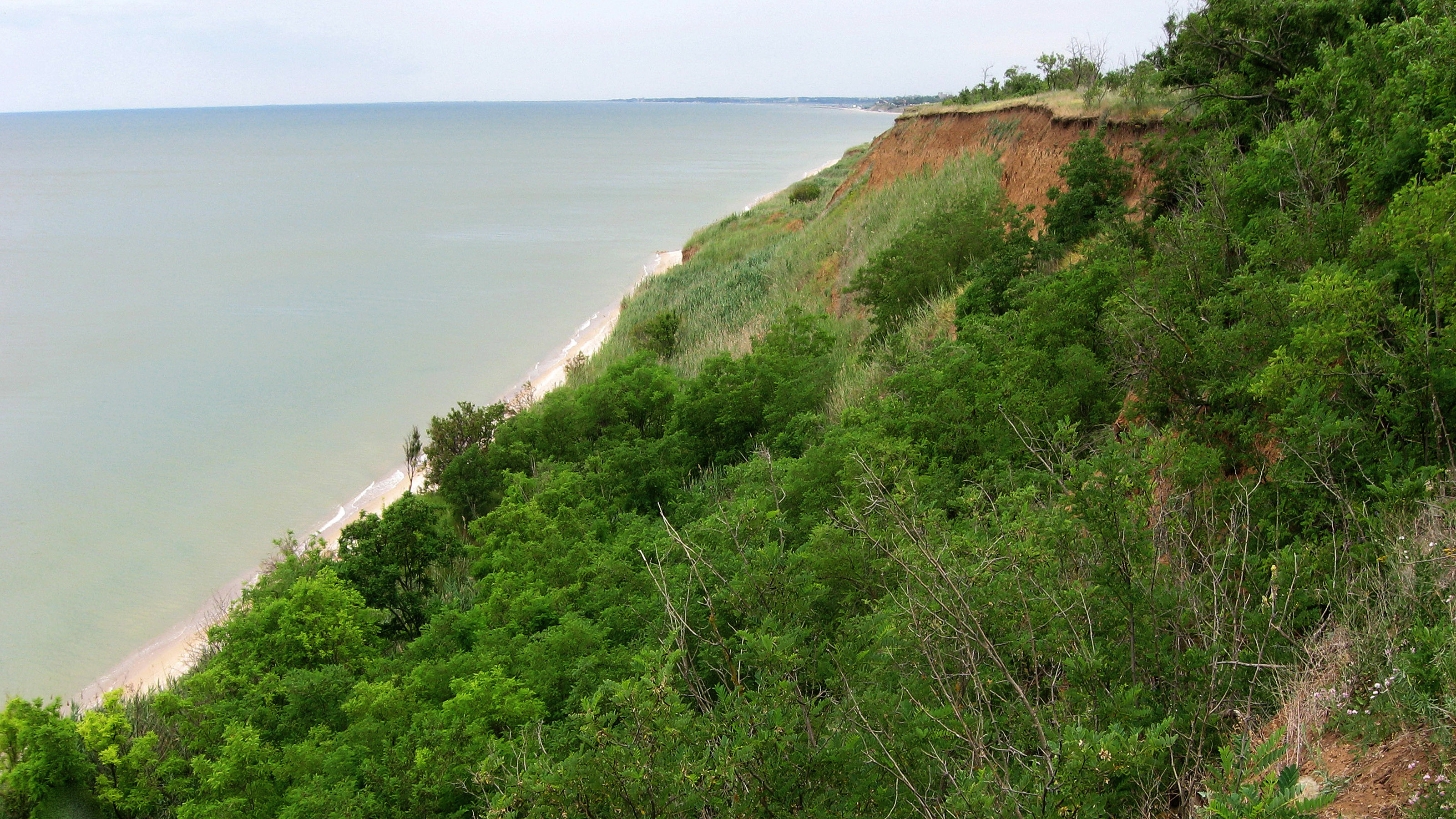
Приморська абразійна місцевість

Велике значення має напрямок, під яким хвилі надходять до морського берега. За косого підходу сила удару хвилі зменшується, але одночасно відбувається бокове переміщення наносів. Часто це призводить до знищення прибережної мілини, яка захищає морський берег від абразії.
Припливи і відпливи досягають значної висоти (до 12 м). Інколи прибережна смуга, що затоплюється припливом, може мати ширину в декілька кілометрів. Припливи відкривають доступ морським хвилям до таких ділянок суші, які за нормального стану води повністю захищені від морської абразії. На руйнування порід впливає також періодичне їх зволоження і висихання, нагрівання й охолодження, що прискорює геологічне вивітрювання і полегшує хвилям їх руйнівну роботу. 
Форма підводної і надводної частини берегового уступу також впливає на швидкість абразії. Біля крутих берегів хвиля під час підходу до берега повністю зберігає свою висоту і вся її енергія витрачається на удар по берегових обривах. Якщо ж хвиля набігає на похилий берег із береговою мілиною, то нижні шари води затримуються опором дна, а верхні продовжують рухатися вперед. В результаті гребінь хвилі нахиляється вперед і перекидається. При цьому кінетична енергія хвиль виявляється повністю витраченою. Тому, навіть досягнувши берегового уступу, хвиля вже не в змозі виконати значну руйнівну роботу.
Велике значення має геологічна будова берегової смуги – літологічний склад і будова порід, ступінь їх тріщинуватості і вивітрілості, а також умови залягання. Наприклад, швидкість руйнування берега Чорного моря, складеного вапняком-черепашником біля м. Одеса (Україна), дорівнює 1,5–2 м, а окремих ділянок берега Азовського моря, складених глинястими породами – 12 м на рік. У той же час швидкість руйнування хвилями Баренцового моря берегів Кольського півострова в районі м. Мурманськ (Росія) зі скельних порід становить лише частки сантиметра на рік.
За інших однакових умов абразія протікає інтенсивніше в породах, що залягають горизонтально або з невеликим падінням від берега в бік моря. Там, де руйнуються пухкі породи, накопичуються переважно піски з різною величиною часток. Якщо ж руйнуються скельні і напівскельні породи, то утворюються галечники. 
Одна з поширених причин активізації абразії – зменшення прибережних пляжів, які охороняють берег від руйнування. Зменшення розмірів мілин часто є наслідком будівництва портових споруд, розробки галечнику для дорожнього будівництва тощо. Небезпека абразії полягає не тільки в безпосередньому розмиванні берегових схилів, але й у порушенні їх стійкості, що призводить до зсувних і обвальних явищ.

### Боротьба з морською абразією
Боротьба з морською абразією ведеться головним чином шляхом будівництва спеціальних захисних споруд. Поділяються вони на дві категорії:
	споруди пасивного захисту;
	споруди активного захисту.
Споруди пасивного захисту приймають на себе удари морських хвиль і тому порівняно швидко деформуються та руйнуються. Споруди активного захисту слугують для накопичення й утримання наносів. Енергія морських хвиль витрачається в цьому випадку загалом уже не на удари об захисні споруди, а на переміщення пляжних наносів. Тому захисні споруди цього типу довговічніші у прівнянні зі спорудами пасивного захисту.
Типовими конструкціями активного захисту від абразії є морські буни. Це масивні споруди, розташовані паралельно або під певним кутом до берегової лінії (залежно від переважного напрямку хвиль). Хвилі, які несуть різні мінеральні частки, перекочуючись через буни, втрачають свою енергію, відкладаючи уламковий матеріал у просторі між сусідніми бунами. Внаслідок цього утворюється пляжна смуга, яка поступово розширюється, наступаючи в бік моря та висуваючи вперед лінію берега. Конструкція бун може бути найрізноманітнішою (ряжеві і пальово-щитові з камінною закидкою, масивно-монолітні і ін.). Широко застосовуються гравітаційні буни у вигляді бетонних чи залізобетонних збірних масивів. Гребінь бун зазвичай виступає на 0,5-1,0 м над рівнем моря. Буни ефективні в тих місцях, де є велика кількість донних наносів.

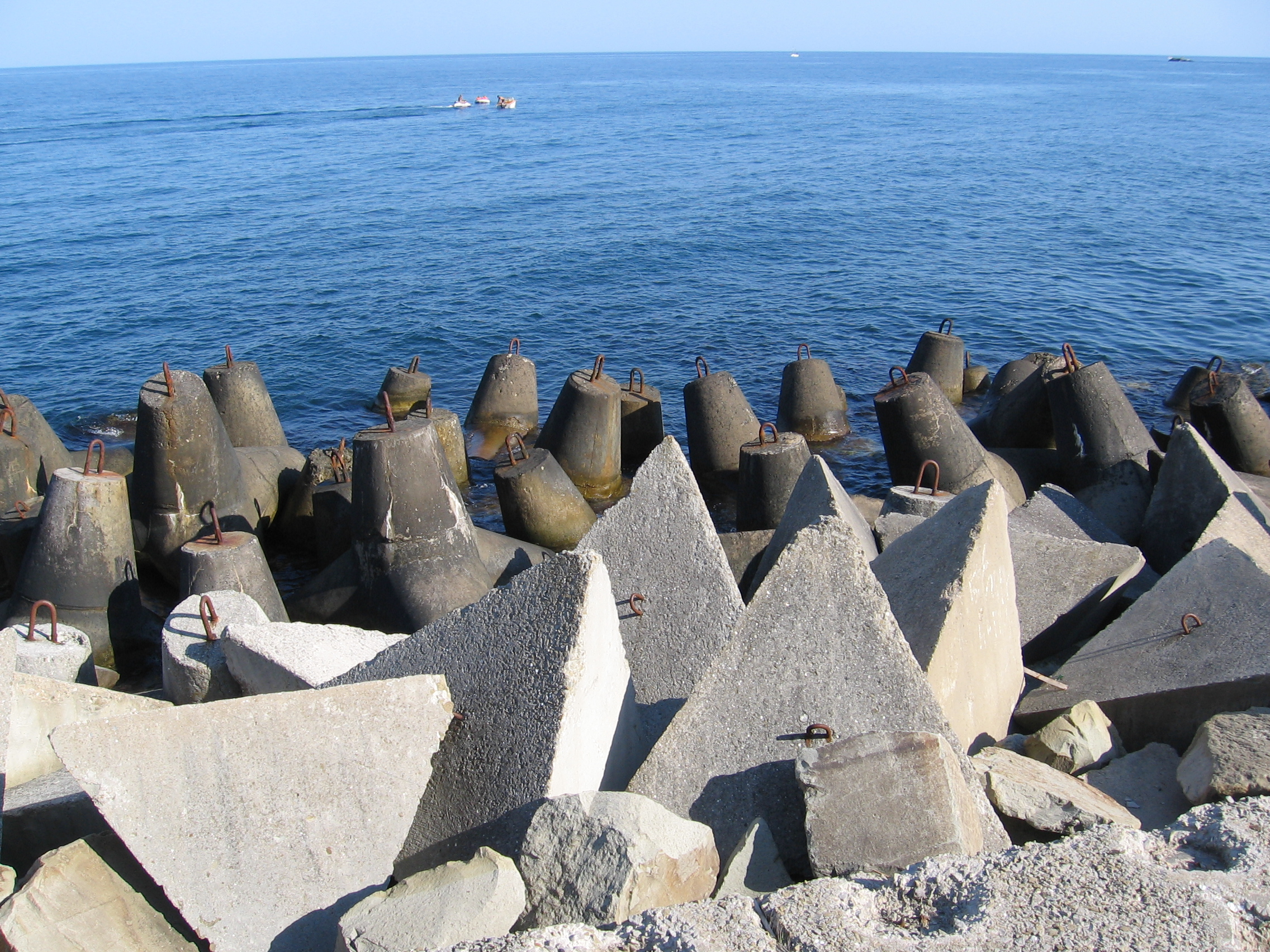
Хвилеріз типу Масивова кладка в Криму, Україна. Малий Маяк.

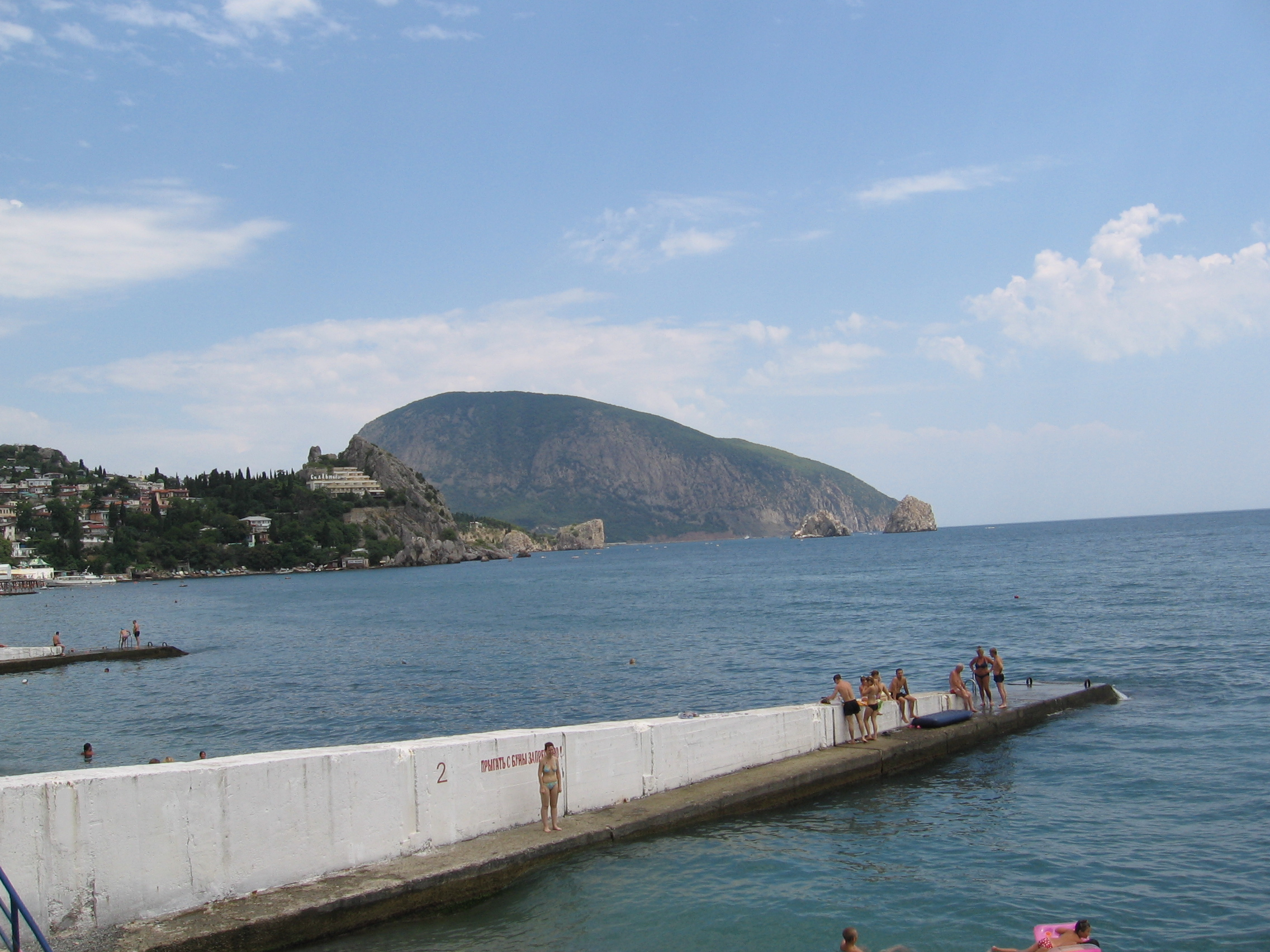
Хвилеріз-мол в Криму, Україна. Гурзуф.

Хвилерізи (хвилелами), на відміну від бун, є штучними масивами, що розташовані паралельно до берегової смуги на деякій відстані від неї. Вони можуть здійматися над рівнем моря, а можуть бути й затопленими. За своїм характером робота хвилерізів нагадує роботу бун, але в цьому випадку пляжні наноси накопичуються між хвилерізом і берегом моря. Форма хвилерізів може бути різною і залежить від форми берегової лінії, напрямку хвиль тощо. Часто хвилерізи застосовуються в комбінації з поперечними масивами (траверсами, бунами) і влаштовуються у вигляді ряжів, що заповнені камінням, бетонних чи залізобетонних масивів тощо. Типовими спорудами пасивного захисту є хвилевідбійні стінки, які зводяться з кам’яної закидки, бетону, залізобетону. 
Такі споруди є недовговічними. Відомі випадки, коли бетон у хвилевідбійних стінках підрізався морськими хвилями на глибину до 30 см протягом одного року. Стінки руйнуються також внаслідок розмивання корінних порід у їх основі, що часто є причиною їхнього перекидання. Тому зараз перевага надається більш ефективним засобам активного захисту.

## Абразійне руйнування берегів водосховищ
Процеси абразії спостерігаються не лише в берегах природних водоймищ (океанах, морях, озерах), але й штучних (водосховищах). В останніх ці процеси протікають інакше, ніж у природних і, як правило, більш інтенсивно. Пояснюється це тим, що водосховища зазвичай створюються в глибині континентів, у річкових долинах. Схили таких долин сформувалися під впливом ерозійної діяльності річок та інших процесів, характерних для континентальних умов, і за своїм профілем не відповідають новим умовам, які створюються під час заповнення водосховищ. Ця невідповідність раніше створених форм новим умовам і є причиною дуже інтенсивного розвитку процесів формування нового профілю берегів водосховища і всєї його чаші.
Одночасно з руйнуванням берегів відбувається відкладення продуктів руйнування, які, залишаючись частково поблизу берегових схилів, утворюють мілини і ускладнюють судноплавство. Отже, процеси переробки берегів можуть наносити значну економічну шкоду і вимагають детального і всебічного вивчення. Найважливішим чинником цього процесу є значна амплітуда коливань рівня води, що відбуваються внаслідок спрацьовування нормального підпірного горизонту і нового заповнення водосховища у весняний паводок. На великих водосховищах амплітуда коливань досягає 2–7 м. 
Зміна положення горизонту води у водосховищах призводить до механічного руйнування порід хвилеприбоєм, періодичного підпору ґрунтових вод, зволоження і обсихання порід, яке тягне за собою періодичне набухання і усадку глинистих порід, просадкові явища в лесових породах і, нарешті, зміну питомої ваги порід. Це істотно змінює умови рівноваги схилів і викликає розвиток зсувних явищ. 
Вітрові хвилі, стічні й хвилеві прибережні течії, а також періодичні коливання рівнів води у водосховищі – основні активні чинники переробки берегів.
Форма берегової лінії водосховища також впливає на переробку його берега. Так, найсильніше піддаються руйнуванню частини берега, що виступають у бік акваторії, в той час як глибокі бухти і затоки часто повністю відділяються від водосховища в результаті утворення барів і, таким чином, опиняються за межами хвилевої діяльності.
Велику роль відіграють геологічна будова берегів і властивості порід. Скельні і напівскельні породи, а також щільні дочетвертинні глини є найстійкішими щодо механічного впливу хвиль. Швидкість і величина розмивання таких порід залежить від руйнування під час вивітрювання, а роль хвилевої діяльності часто зводиться до видалення продуктів вивітрювання. Піщані породи (незв’язні) руйнуються швидше, ніж глинисті. Але піщані фракції акумулюються переважно поблизу берегового схилу, утворюючи захисну обмілину, а тонкий глинистий матеріал майже повністю зноситься в глибокі частини водосховища.
Гідрогеологічні умови також позначаються на переробці берегів, коли ґрунтові води дренуються  водосховищем. Заповнення водосховища викликає підпір ґрунтових вод, а зниження рівня – появу додаткових гідродинамічних тисків у породах берегових схилів. Одночасно відбувається періодичне змочування і сковзання порід схилу за рахунок їх водонасичення, через що оживають старі і виникають нові зсуви.
Методи розрахунку розмірів переробки берегів водосховищ розглядаються в окремих нормативних документах, що стосуються проектування гідротехнічних споруд.
Крім переробки берегів, часто спостерігаються явища затоплення або підтоплення прибережних територій. Розрахунки затоплення і підтоплення, а також вибір різних захисних дренажних пристроїв виконуються гідрологами і гідрогеологами за спеціальною методикою. 
Характер і складність таких заходів залежать, в першу чергу, від цінності територій, які захищаються. У випадках, коли переробка берегів не може принести істотних збитків, часто зовсім відмовляються від захисних заходів або обмежуються такими, що тільки зменшують її масштаби (планування берегових укосів і організація поверхневого дренажу).
Під час захисту цінніших територій (населені пункти, майданчики промислових підприємств тощо) вдаються до берегозміцнюючих заходів. До них належать закріплення укосів різного роду покриттями: фашинами, кам’яною закидкою, брукуванням (вимощенням), бетонними плитами, асфальтом. Покриття вкладаються на піщано-гравійну або щебенисто-піскову подушку.